# سیارک ۵۰۱۴
سیارک ۵۰۱۴ (به انگلیسی: 5014 Gorchakov، نامگذاری:1974ST) پنج هزار و چهاردهمین سیارک کشف شده‌است که در ۱۹ سپتامبر ۱۹۷۴ کشف شد.
قدر مطلق سیارک برابر ۱۲٫۳۰ است.